# Vallsjön (Malungs socken, Dalarna, 672449-138497)
Vallsjön är en sjö i Malung-Sälens kommun i Dalarna och ingår i Dalälvens huvudavrinningsområde. Sjön har en area på 1,66 kvadratkilometer och ligger 361,3 meter över havet. Sjön avvattnas av vattendraget Vallen.

## Delavrinningsområde
Vallsjön ingår i det delavrinningsområde (672473-138432) som SMHI kallar för Utloppet av Vallsjön. Medelhöjden är 395 meter över havet och ytan är 20,38 kvadratkilometer. Det finns inga avrinningsområden uppströms utan avrinningsområdet är högsta punkten. Vallen som avvattnar avrinningsområdet har biflödesordning 3, vilket innebär att vattnet flödar genom totalt 3 vattendrag innan det når havet efter 379 kilometer. Avrinningsområdet består mestadels av skog (60 procent) och sankmarker (26 procent). Avrinningsområdet har 1,66 kvadratkilometer vattenytor vilket ger det en sjöprocent på 8,1 procent.